# Josia latifascia
Josia latifascia är en fjärilsart som beskrevs av Louis Beethoven Prout 1920. Josia latifascia ingår i släktet Josia och familjen tandspinnare. Inga underarter finns listade i Catalogue of Life.